# Plainfeld
Plainfeld – gmina w Austrii, w kraju związkowym Salzburg, w powiecie Salzburg-Umgebung. Według Austriackiego Urzędu Statystycznego liczyła 1259 mieszkańców (1 stycznia 2015).